# Prestation sociale
Les prestations sociales, dans le domaine de la sécurité sociale ou de la protection sociale, sont des transferts versés pour réduire la charge financière (prise en charge totale ou partielle) associée à six grandes catégories de risques :
- la vieillesse et la survie (pensions de retraite, de réversion, garantie dépendance) ;
- la santé (assurance maladie, pension d'invalidité, allocation supplémentaire d'invalidité, allocation aux adultes handicapés, accidents du travail, maladies professionnelles) ;
- la famille (prestations familiales liées à la maternité, aux allocations familiales, à la garde d'enfant à domicile) ;
- le chômage (assurance chômage), l'insertion professionnelle ;
- le logement (allocations logement) ;
- la pauvreté (minimum vieillesse, minima sociaux).